# Jičín (nádraží)
Jičín je železniční stanice v jižní části stejnojmenného okresního města v Královéhradeckém kraji na řece Cidlině. Leží na tratích Hradec Králové – Turnov a Nymburk–Jičín. Asi 400 metrů severně od budovy je umístěno městské autobusové nádraží. Stanice není elektrifikovaná. Na území města se nachází též železniční zastávka Jičín zastávka.

## Historie
První nádražní budovu nechala v Jičíně vystavět společnost Rakouská severozápadní dráha (ÖNWB) jako konečnou hlavovou stanici trati ve směru z Ostroměře, otevřena byla 17. prosince 1871. Autorem univerzalizované podoby stanic je architekt Carl Schlimp. 15. listopadu 1881 byla společností České obchodní dráhy (BCB) uvedena do provozu trať spojující Jičín s Nymburkem. 19. října 1903 pak železniční společnost Místní dráha Turnov - Rovensko – Jičín dostavěla a rozběhla trať z turnovského směru a přibližně 200 metrů východním směrem vybudovala vlastní staniční budovu, taktéž s koncovým uspořádáním. Při přestupu cestujících bylo tedy nutné mezi stanicemi přecházet. Po ÖNWB i BCB v roce 1908 pak původní stanici obsluhovala jedna společnost, Císařsko-královské státní dráhy (kkStB), po roce 1918 pak správu přebraly Československé státní dráhy, místní dráha byla zestátněna až roku 1925.
K propojení kolejišť obou nádraží došlo až 2. července 1927 přibližně 100 metrů dlouhou jednokolejnou spojkou, kdy již obě stanice spadaly pod Československé státní dráhy. K provozu osobní dopravy byla následně vybrána novější výpravní budova, jejíž kolejiště je obousměrně průjezdné, starší nádraží začalo nadále sloužit jako nákladové. K výpravní budově osobního nádraží byla později připojena jednopodlažní funkcionalistická přístavba s alegorickou drážní plastikou nad vchodem. Interiér hlavní odbavovací haly vyzdobil nástěnnými malbami výhledů na Český ráj výtvarný umělec Jindřich Procházka.
Provoz zajišťují především České dráhy s jednotkami 814 nebo vozy 810.[zdroj?]